# Antofalla
O Antofalla é um maciço vulcânico no norte na Província de Catamarca, na Argentina. Compõe-se de duas montanhas separadas, tendo o pico principal 6.440m, sendo a 18º montanha mais alta dos Andes, e o Antofalla Central 6.395m, sendo a 25º mais alta.
Existem várias teorias sobre a origem do nome, que pode ser é uma palavra composta da língua Diaguita ou Cunza e significar o lugar onde o sol morre, ou do quéchua 'anta', cobre e 'pallay' ou recolher, sendo então um recolher cobre.

## Geografia e Geomorfologia
O vulcão Antofalla faz parte da Zona Vulcânica Central dos Andes, formada pela subducção da Placa de Nazca sob a Placa Sul-Americana. Alguns autores apresentam esse vulcão como ativo, tendo sido reportadas fumarolas em 1901 e 1911. Porém estudos mais recentes datam as últimas erupções do Pleistoceno. Sendo um vulcão que teve um período ativo bastante extenso, sua composição é complexa, sendo formado por domos de lava, rochas piroclásticas e um estratovulcão.
Encontra-se a oeste do Salar de Antofalla, um dos maiores salares do planeta, que possui a peculiaridade de nunca exceder uma largura de 12 km, mesmo possuindo um comprimento total de 150 km no sentido norte-sul.
Toda a área encontra-se em uma das partes mais áridas da Puna do Atacama, com precipitações de cerca de 150mm/ano, grande parte sendo neve nas partes mais altas. Essa aridez traz pouca cobertura vegetal, que se resume a algumas gramíneas nas áreas onde água de degelo corre em partes do ano.

## Presença pré-colombiana
Ruínas incas podem ser encontrados na cume do vulcão, conformando o que os arqueólogos chamam de apachetas que são uma espécie de altar de adoração inca. Tal apacheta oferece a prova definitiva de inúmeras escaladas pré-colombianas. A peculiaridade das ruínas incas localizadas no Antofalla vem da disposição das pedras, tendo todo o cume sido aplainado e organizado com uma moldura de pedras.

## Mineração
O vulcão Antofalla possui uma zona de alteração hidrotermal com mineralização polimetálica, que traz sedimentação de minérios de ouro, chumbo, prata e zinco.
Há registro de extração desses minerais em várias áreas:
- No lado leste de Antofalla na antiga mina Los Jesuitas.
- Ruínas de um assentamento de mineração de ouro perto da cidade de Antofalla.
- Um mapa de 1900 menciona a existência de uma mina de prata Antofaya no lado sudeste do complexo.
- Um mapa mais recente mostra a existência de um local de mineração na Quebrada de las Minas.
A mineração em Antofalla remonta pelo menos a 1700, e a infraestrutura incluía várias estruturas, inclusive moinhos. Ainda podem haver depósitos de minério significativos no vulcão, mas seu posicionamento profundo no complexo vulcânico dificulta a exploração.

## Montanhismo
A primeira ascensão do pico principal na era moderna foi dos argentinos Jorge Cvitanic, Tito Rubio e Augusto Vallmitjana em 26 de agosto de 1955. A temporada normal de escalada, porém é de novembro a abril. O acesso deve ser feito com veículo 4x4. A principal via de acesso é a partir da cidade de Antofagasta de la Sierra (último local com acesso a combustível), indo para a localidade de Antofalla e a partir daí circulando o vulcão pelo leste até o Salar de Archibarca, ao norte, onde se instala o campo base.
Os primeiros brasileiros a escalarem foram Waldemar Niclewicz e Pedro Hauck em 29 de dezembro de 2012. Além deles, também  Maria Tereza Ulbrich, Gabriel Tarso, Tiago Korb e Luciana Moro também já chegaram ao cume. O argentino-brasileiro Máximo Kausch já esteve nos cumes das duas montanhas, as quais ele denomina Antofalla Leste e Sul.

## Turismo
O Antofalla está em uma região quase desabitada, exceto pela pequena cidade de Antofalla, habitada por cerca de quarenta pessoas. Este é o caso em toda a região, que é sem dúvida uma das mais remotas e desoladas da Argentina. Turismo aqui está ligada na maior parte com a exploração.